# Grimmelshofen
Grimmelshofen ist ein Stadtteil von Stühlingen im Landkreis Waldshut in Baden-Württemberg.

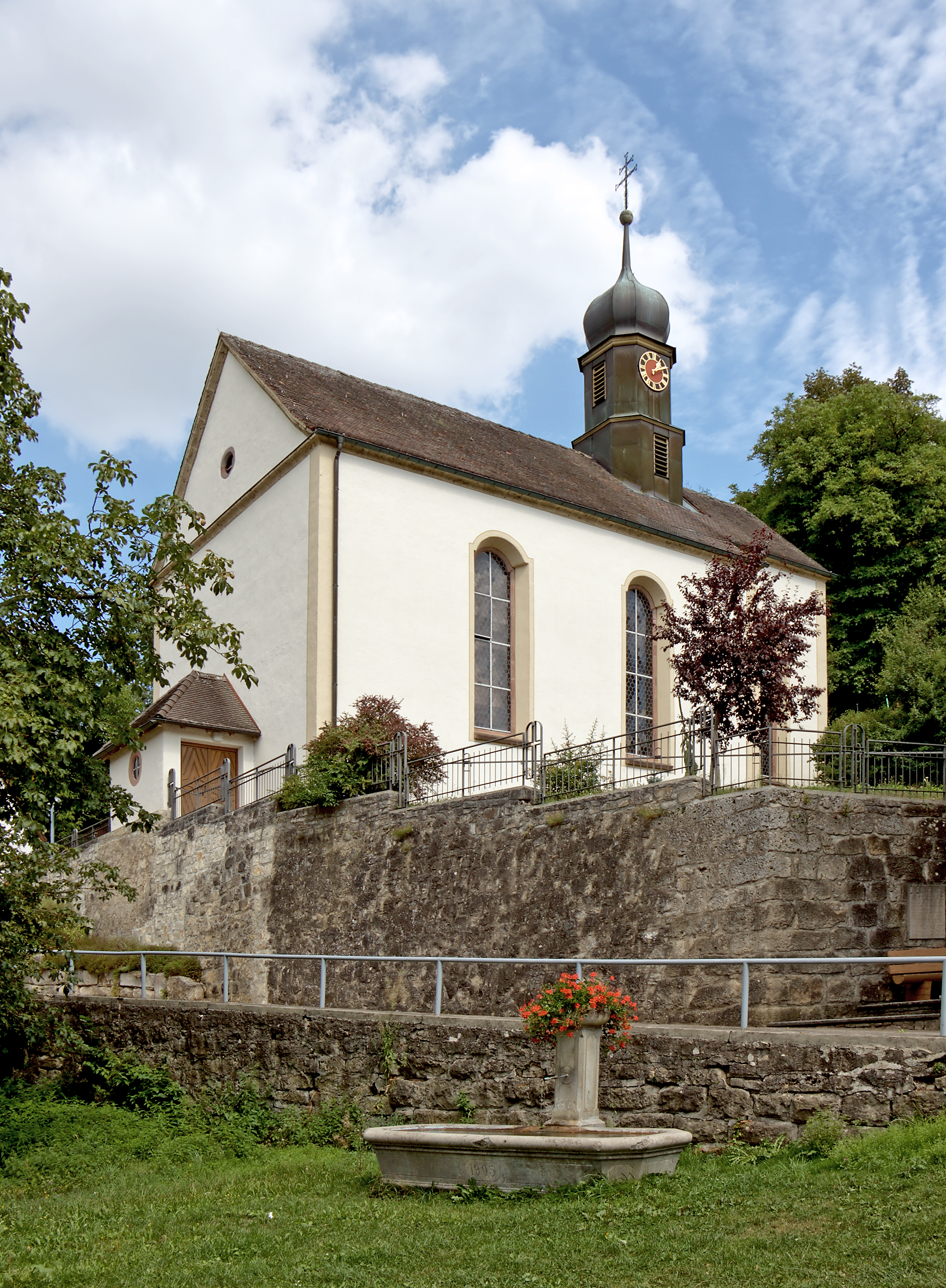
St. Martin Grimmelshofen (2015)

Die Lage von Grimmelshofen am Südende der Wutachflühen (Mitte)

## Geschichte
Der Ort erscheint erstmals 1360 als Grimeltzhoffen im St. Galler Urkundenbuch und zwischen 1360 und 1370 auch als Grimolezhoven und kam unter Abt Johann von Reichenau 1466 an Abt Christoph im Kloster St. Blasien. Güter besaßen auch die Herren von Fulach, von Waldkirch und weitere. Grimmelshofen gehörte zur Herrschaft Blumenegg. 1606 erwarb Abt Martin Meister I. das Vogt- und Mayeramt vom Bischof Jakob von Konstanz und wurde dann Teil der Herrschaft Bonndorf. 1806 wurde Grimmelshofen badisch.

## Lage und Verkehrsanbindung
Durch Grimmelshofen fließt die Wutach. Unweit südlich des Ortes verläuft die Staatsgrenze zur Schweiz. Nördlich des Ortes verlässt die Wutach den untersten Abschnitt der Wutachschluchten, die unter Naturschutz stehenden Wutachflühen.
Der Südschwarzwaldradweg als Rundweg von Hinterzarten über Waldshut-Tiengen, Basel und Freiburg verbindet Bonndorf über Lausheim mit Grimmelshofen und führt über Weizen weiter nach Stühlingen, Eberfingen und Eggingen. Durch Grimmelshofen führt die vielbefahrene B 314 nach Blumberg bzw. den Randen und Fützen. Die Kreisstraße K 6597 bildet die Verbindung nach Lausheim. 